# Елма (Вашингтон)
Елма (англ. Elma) — місто (англ. city) в США, в окрузі Ґрейс-Гарбор штату Вашингтон. Населення — 3438 осіб (2020).

## Географія
Елма розташована за координатами 47°0′26″ пн. ш. 123°24′19″ зх. д. / 47.00722° пн. ш. 123.40528° зх. д. (47.007286, -123.405276).  За даними Бюро перепису населення США в 2010 році місто мало площу 4,98 км², з яких 4,89 км² — суходіл та 0,09 км² — водойми.

### Клімат
Місто знаходиться у зоні, котра характеризується середземноморським кліматом. Найтепліший місяць — серпень із середньою температурою 17.8 °C (64 °F). Найхолодніший місяць — січень, із середньою температурою 4.3 °С (39.8 °F).
| Клімат Елми             | Клімат Елми | Клімат Елми | Клімат Елми | Клімат Елми | Клімат Елми | Клімат Елми | Клімат Елми | Клімат Елми | Клімат Елми | Клімат Елми | Клімат Елми | Клімат Елми | Клімат Елми |
| Показник                | Січ.        | Лют.        | Бер.        | Квіт.       | Трав.       | Черв.       | Лип.        | Серп.       | Вер.        | Жовт.       | Лист.       | Груд.       | Рік         |
| Абсолютний максимум, °C | 17,8        | 22,8        | 26,7        | 31,7        | 37,2        | 38,3        | 40,6        | 39,4        | 37,8        | 32,8        | 23,3        | 18,9        | 40,6        |
| Середній максимум, °C   | 8           | 10,6        | 12,8        | 16          | 19,6        | 22,1        | 24,9        | 25,1        | 22,9        | 17,3        | 11,2        | 8,3         | 16,6        |
| Середня температура, °C | 4,3         | 5,9         | 7,3         | 9,8         | 12,9        | 15,3        | 17,6        | 17,8        | 15,7        | 11,3        | 6,9         | 4,7         | 10,8        |
| Середній мінімум, °C    | 0,7         | 1,2         | 1,9         | 3,6         | 6,2         | 8,6         | 10,3        | 10,4        | 8,3         | 5,3         | 2,7         | 1,3         | 5,1         |
| Абсолютний мінімум, °C  | −17,8       | −15,6       | −9,4        | −5,6        | −3,9        | −0,6        | 2,8         | 0,6         | −2,2        | −9,4        | −15,6       | −16,7       | −16,7       |
| Норма опадів, мм        | 259         | 196         | 181         | 120         | 70          | 55          | 26          | 37          | 67          | 162         | 261         | 274         | 1709        |
| Днів з опадами          | 21          | 18          | 20          | 17          | 13          | 11          | 6           | 7           | 10          | 16          | 21          | 22          | 182         |
| Днів зі снігом          | 0,7         | 0,4         | 0,1         | 0           | 0           | 0           | 0           | 0           | 0           | 0           | 0,3         | 0,3         | 1,8         |
| ----------------------- | ----------- | ----------- | ----------- | ----------- | ----------- | ----------- | ----------- | ----------- | ----------- | ----------- | ----------- | ----------- | ----------- |
| Джерело: Weatherbase    |             |             |             |             |             |             |             |             |             |             |             |             |             |

## Демографія
Згідно з переписом 2010 року, у місті мешкало 3107 осіб у 1209 домогосподарствах у складі 788 родин. Густота населення становила 624 особи/км².  Було 1307 помешкань (262/км²).
Расовий склад населення:
| - 85,8 % — білих - 2,6 % — корінних американців - 2,1 % — азіатів - 1,0 % — чорних або афроамериканців - 0,4 % — вихідців з тихоокеанських островів - 3,2 % — осіб інших рас |

До двох чи більше рас належало 4,9 %. Частка іспаномовних становила 6,6 % від усіх жителів.
За віковим діапазоном населення розподілялося таким чином: 25,9 % — особи молодші 18 років, 61,2 % — особи у віці 18—64 років, 12,9 % — особи у віці 65 років та старші. Медіана віку мешканця становила 36,1 року. На 100 осіб жіночої статі у місті припадало 96,6 чоловіків;  на 100 жінок у віці від 18 років та старших — 94,6 чоловіків також старших 18 років.
Середній дохід на одне домашнє господарство  становив 42 980 доларів США (медіана — 27 031), а середній дохід на одну сім'ю — 55 740 доларів (медіана — 58 413). Медіана доходів становила 42 428 доларів для чоловіків та 29 469 доларів для жінок. За межею бідності перебувало 25,7 % осіб, у тому числі 13,1 % дітей у віці до 18 років та 27,1 % осіб у віці 65 років та старших.
Цивільне працевлаштоване населення становило 1109 осіб. Основні галузі зайнятості: освіта, охорона здоров'я та соціальна допомога — 29,8 %, виробництво — 11,5 %, оптова торгівля — 11,1 %.